# Loweria platydesma
Loweria platydesma är en fjärilsart som beskrevs av Oswald Beltram Lower 1901. Loweria platydesma ingår i släktet Loweria och familjen mätare. Inga underarter finns listade i Catalogue of Life.